# Michael Smolinski
Michael Smolinski C.Ss.R. (ur. 10 września 1972 w Saskatoon) – ukraiński biskup greckokatolicki obrządku bizantyjsko-ukraińskiego, eparcha Saskatoon od 2024. 

## Życiorys
Święcenia kapłańskie otrzymał 5 lipca 2003 w Zgromadzeniu Najświętszego Odkupiciela. Był m.in. proboszczem zakonnej parafii w rodzinnym mieście oraz przełożonym regionalnym zgromadzenia.
30 listopada 2023 papież Franciszek mianował go biskupem eparchialnym Saskatoon.
20 stycznia 2024 w Kościele św. Piotra i Pawła w Saskatoon przyjął chirotonię biskupią, której udzielił mu arcybiskup Swiatosław Szewczuk. 